# تشوريا
تشوريا هي قرية تقع في إقليم ياش في رومانيا وبلغ عدد سكانها 10,092 في عام 2002م.

## التعليم
يوجد في القرية تسعة مدارس.